# سيرجي تفيتكوف
سيرجي تفيتكوف (بالرومانية: Serghei Țvetcov)‏ (و. 1988  م) هو راكب دراجة هوائية من مولدوفا، ورومانيا، ولد في كيشيناو، شارك في ركوب الدراجات في الألعاب الأولمبية الصيفية 2016.

## سجل الفوز

### سباقات أو مراحل فاز بها
| التاريخ        | السباق                                             | المركز                                                                 |
| -------------- | -------------------------------------------------- | ---------------------------------------------------------------------- |
| 15 يونيو 2014  | تور دي بوس 2014                                    |                                                                        |
| 24 أغسطس 2014  | يو إس إيه برو تشالنج 2014                          | الثالث في التصنيف العام                                                |
| 05 يوليو 2015  | طواف سيبيو للدراجات 2015                           |                                                                        |
| 08 أغسطس 2015  | 2015 Tour of Szeklerland                           |                                                                        |
| 24 يونيو 2016  | سباق الطريق ضد الساعة للرجال في بطولة رومانيا 2016 | الفائز في التصنيف العام                                                |
| 26 يونيو 2016  | سباق الطريق للرجال في بطولة رومانيا 2016           |                                                                        |
| 01 يناير 2017  | طواف أمريكا للدراجات 2017                          | الفائز في التصنيف العام                                                |
| 23 أبريل 2017  | طواف غيلا 2017                                     |                                                                        |
| 06 أغسطس 2017  | طواف يوتا 2017                                     | العاشر في تصنيف الجبال، الثالث في التصنيف العام                        |
| 13 أغسطس 2017  | كولورادو كلاسيك 2017                               | الأول في تصنيف الجبال، الثاني في التصنيف العام، الرابع في تصنيف النقاط |
| 01 يناير 2018  | 2018 Tour of Romania                               | الفائز في التصنيف العام                                                |
| 01 يناير 2018  | طواف أمريكا للدراجات 2018                          |                                                                        |
| 03 يونيو 2018  | طواف كوريا 2018                                    | الفائز في التصنيف العام                                                |
| 17 يونيو 2018  | تور دي بوس 2018                                    |                                                                        |
| 13 يوليو 2018  | 2018 Chrono Kristin Armstrong                      | الفائز في التصنيف العام                                                |
| 12 يوليو 2019  | 2019 Chrono Kristin Armstrong                      | الفائز في التصنيف العام                                                |
| 08 أغسطس 2020  | طواف زيكليرلاند 2020                               |                                                                        |
| 20 أغسطس 2021  | سباق الطريق ضد الساعة للرجال في بطولة رومانيا 2021 | الفائز في التصنيف العام                                                |
| 22 أغسطس 2021  | سباق الطريق للرجال في بطولة رومانيا 2021           | الفائز في التصنيف العام                                                |
| 05 سبتمبر 2021 | طواف رومانيا 2021                                  |                                                                        |
| 26 يونيو 2022  | سباق الطريق للرجال في بطولة رومانيا 2022           |                                                                        |
| 23 يونيو 2023  | سباق الزمن على الطريق للرجال في بطولة رومانيا 2023 |                                                                        |
| 25 يونيو 2023  | سباق الطريق للرجال في بطولة رومانيا 2023           | الفائز في التصنيف العام                                                |

## روابط خارجية
- سيرجي تفيتكوف على موقع الاتحاد الدولي للدراجات (الإنجليزية)
- سيرجي تفيتكوف على موقع أرشيف الدراجات (الإنجليزية)
- سيرجي تفيتكوف على موقع إحصائيات الدراجات الإحترافية (الإنجليزية)
- سيرجي تفيتكوف على موقع نسبة الدراجات (الإنجليزية)
- سيرجي تفيتكوف على موقع CycleBase (الإنجليزية)
- سيرجي تفيتكوف على موقع أوليمبيديا (الإنجليزية)